# Carpeta de Salud
Una Carpeta de Salud o Carpeta Personal de Salud online (en inglés Personal Health Record) es una herramienta de gestión y archivo de la información de salud que es mantenida por el paciente. Esto contrasta con la Historia clínica, tradicionalmente proporcionada y gestionada por las instituciones sanitarias, como los hospitales o servicios públicos de salud, y contiene información introducida por profesionales sanitarios o de gestión relacionada con los servicios proporcionados por entidades aseguradoras. El objetivo de una Carpeta de Salud es proporcionar un resumen completo y correcto del historial médico de un individuo, y que este sea accesible en línea. Una Carpeta de Salud puede incluir información sobre pruebas diagnósticas, analíticas, informes de médicos y terapeutas, variables de salud introducidas por el paciente o recogidas de forma automática por dispositivos electrónicos de medida.

## Beneficios
Algunos de los beneficios que se le atribuyen a una Carpeta de Salud son:
- Mejora de la capacidad de autogestión de los pacientes.
- Posibilidad de implantación de planes de salud pública o de comunicación de información de utilidad para pacientes.
- Alta personalización de los tratamientos, rehabilitaciones y planes de seguimiento para cada paciente.
- Reducción de errores derivados de la intervención de distintos profesionales sobre un mismo paciente, como por ejemplo en la prescripción de medicación.
- Mejoras en la calidad percibida de los servicios derivada de una relación médico-paciente basada en una comunicación más constante a través de Internet.

Todos estos beneficios son en la mayoría de los casos teóricos, puesto que aún no se han llevado a cabo ensayos clínicos que aporten la evidencia necesaria para demostrarlos o cuantificarlos. Mientras que las Carpetas de Salud pueden ayudar a los pacientes a gestionar su propia salud y mejorar su autonomía y calidad de vida, el valor de las Carpetas de Salud para las organizaciones sanitarias aún está por demostrar.

## Historia clínica electrónica, Carpeta de salud y Portal de pacientes
Estos tres términos se refieren a distintos sistemas de gestión de información sanitaria donde interviene el paciente, aunque no siempre se usan de forma correcta. La definición generalmente aceptada de cada uno de estos términos depende de la propiedad de los datos. Una vez que la información está en una Carpeta de Salud, los datos son propiedad del paciente y son gestionados por él. La mayoría de las Historias Clínicas Electrónicas (HCEs) son propiedad de las instituciones que las gestionan, así como su información, que es introducida por ellas mismas, independientemente de que exista un cierto grado de acceso o intervención por parte del paciente. Los Portales de pacientes suelen referirse a extensiones de Historias Clínicas Electrónicas hospitalarias para permitir el acceso en línea a los pacientes, generalmente sólo para su acceso y lectura pero no para su gestión.